# Richard Ashcroft

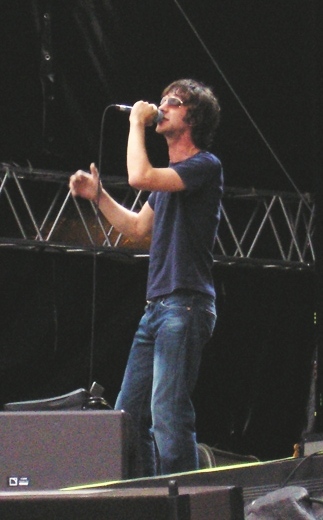
Richard Ashcroft podczas koncertu w Kolonii, 2005

Richard Paul Ashcroft (ur. 11 września 1971 w Billinge koło Wigan, Anglia) – brytyjski wokalista z nurtu rocka alternatywnego, lider grupy The Verve, której był współzałożycielem w 1989. Po rozwiązaniu zespołu w 1999, Ashcroft rozpoczął karierę solową albumem Alone with Everybody w 2000, następnie wydał Human Conditions w roku 2002. Od 2007 roku ponownie jest członkiem reaktywowanego The Verve.
Ashcroft przyjaźni się z Noelem Gallagherem (liderem grupy Oasis) oraz Chrisem Martinem (wokalistą Coldplay), niekiedy gościnnie towarzysząc obu zespołom podczas koncertów. Piosenka Oasis pt. "Cast No Shadow" została jemu dedykowana. Chris Martin przedstawił Ashcrofta jako "najlepszego wokalistę pod słońcem" podczas wspólnego występu w Londynie w ramach Live 8 w 2005.
Ashcroft od 1995 jest żonaty z Kate Radley, byłą keyboardzistką grupy Spiritualized, która obecnie gra w towarzyszącym mu zespole. Razem mają dwóch synów: Sonny’ego, urodzonego w 2000 oraz Cassiusa urodzonego w 2004. Obecnie mieszkają w Ledbury w Herefordshire. 
Trzeci solowy album Ashcrofta, zatytułowany Keys to the World i nagrany we współpracy z London Metropolitan Orchestra, został wydany 23 stycznia 2006 przez wytwórnię Parlophone. Pierwszy singiel z tego albumu to "Break The Night With Colour" wydany 9 stycznia 2006, dotarł w pierwszym tygodniu sprzedaży do trzeciego miejsca na brytyjskiej Top 40.

## Dyskografia

### Albumy studyjne
- Alone with Everybody, 2000 (Hut Records, 1 miejsce na brytyjskiej Album Top 40)
- Human Conditions, 2002 (Hut Records, 3 miejsce na brytyjskiej Album Top 40)
- Keys to the World, 2006 (Parlophone, 2 miejsce na brytyjskiej Album Top 40)

### Single

#### ZAlone With Everybody
- "A Song for the Lovers", 2000
- "Money to Burn", 2000
- "C’mon People (We're Making It Now)"

#### ZHuman Conditions
- "Check the Meaning", 2002
- "Science of Silence", 2003
- "Buy It in Bottles", 2003

#### ZKeys to the World
- "Break the Night with Colour", 9 stycznia 2006
- "Music Is Power", 17 kwietnia 2006
- "Words Just Get in the Way", 10 lipca 2006
- "Why Not Nothing?" / "Sweet Brother Malcolm", 4 grudnia 2006

### Nagrania gościnne
- "The Test" – z The Chemical Brothers, na albumie Come with Us.

- "Lonely Soul" – z UNKLE, na albumie Psyence Fiction.